# Dindi (Niger)
Dindi ist ein Dorf in der Landgemeinde Badaguichiri in Niger.

## Geographie
Das von einem traditionellen Ortsvorsteher (chef traditionnel) geleitete Dorf liegt auf einer Höhe von 359 m am Südrand der Gebirgslandschaft Ader Doutchi. Es befindet sich rund 28 Kilometer südöstlich des Hauptorts Badaguichiri der gleichnamigen Landgemeinde, die zum Departement Illéla in der Region Tahoua gehört. Größere Dörfer in der Umgebung von Dindi sind Kaoura Abdou im Nordosten, Toubout im Süden und Yama im Südwesten.

## Geschichte
Die 133 Kilometer lange Piste für Reiter zwischen den Orten Madaoua und Tahoua, die durch Dindi führte, galt in den 1920er Jahren als einer der Hauptverkehrswege in der damaligen französischen Kolonie Niger.

## Bevölkerung
Bei der Volkszählung 2012 hatte Dindi 5926 Einwohner, die in 917 Haushalten lebten. Bei der Volkszählung 2001 betrug die Einwohnerzahl 3693 in 578 Haushalten und bei der Volkszählung 1988 belief sich die Einwohnerzahl auf 2415 in 416 Haushalten.
Die Bevölkerung gehört mehrheitlich der Ethnie der Hausa an, hinzukommen nomadisch lebende Fulbe und Tuareg.

## Wirtschaft und Infrastruktur
In Dindi findet ein Wochenmarkt statt, die Dorfbewohner frequentieren allerdings stärker den Markt im Gemeindehauptort Badaguichiri. Zur Infrastruktur in Dindi zählen ein Gesundheitszentrum, Grundschulen und eine Getreidebank. Die wichtigsten im Dorf angebauten Feldfrüchte sind Zwiebeln, Tomaten und Straucherbsen. In Dindi gibt es ferner eine Genossenschaft für den Anbau von Reis.